# Liste des lieutenants-gouverneurs de l'Île-du-Prince-Édouard
Le lieutenant-gouverneur de l'Île-du-Prince-Édouard (en anglais : Lieutenant Governor of Prince Edward Island) est le représentant du monarque dans la province canadienne de l'Île-du-Prince-Édouard.

## de 1769 à 1873
- 1769-1775 : Walter Patterson
- 1775-1780 : Phillips Callbeck
- 1780-1786 : Walter Patterson
- 1786-1804 : Edmund Fanning
- 1804-1812 : Joseph Frederick Wallet Desbarres
- 1812-1824 : Charles Douglas Smith
- 1824-1831 : John Ready
- 1831-1835 : Aretas William Young
- 1835-1837 : John Harvey
- 1837-1841 : Charles Augustus FitzRoy
- 1841-1847 : Henry Vere Huntley
- 1847-1850 : Donald Campbell
- 1851-1854 : Alexander Bannerman
- 1854-1858 : Dominick Daly
- 1859-1868 : George Dundas
- 1868-1870 : Robert Hodgson
- 1870-1873 : William Cleaver Francis Robinson

## Depuis 1873
- 1873-1879 : sir Robert Hodgson
- 1879-1884 : Thomas Heath Haviland
- 1884-1889 : Andrew Archibald MacDonald
- 1889-1894 : Jedediah Slason Carvell
- 1894-1899 : George William Howlan
- 1899-1904 : Peter Adolphus McIntyre
- 1904-1910 : Donald Alexander McKinnon
- 1910-1915 : Benjamin Rogers
- 1915-1919 : Augustine Colin Macdonald
- 1919-1924 : Murdoch McKinnon
- 1924-1930 : Frank Richard Heartz
- 1930-1933 : Charles Dalton
- 1933-1939 : George Des Brisay De Blois
- 1939-1945 : Bradford William LePage
- 1945-1950 : Joseph Adolphus Bernard
- 1950-1958 : Thomas William Lemuel Prowse
- 1958-1963 : F. Walter Hyndman
- 1963-1969 : Wilibad Joseph MacDonald
- 1969-1974 : J. George MacKay
- 1974-1980 : Gordon Lockhart Bennett
- 1980-1985 : Joseph Aubin Doiron
- 1985-1991 : Lloyd G. MacPhail
- 1991-1994 : Marion Reid
- 1994-2001 : Gilbert R. Clements
- 2001-2006 : Léonce Bernard
- 2006-2011 : Barbara Hagerman
- 2011 - 2017 : Frank Lewis
- 2017 - 2024 : Antoinette Perry
- depuis 2024 : Wassim Salamoun